# Onthophagus sipilouensis
Onthophagus sipilouensis là một loài bọ cánh cứng trong họ Bọ hung (Scarabaeidae).